# Isabel de Urquiola
Isabel de Urquiola Estala (Vitoria, 8 de julio de 1854-Valsaín, 16 de septiembre de 1911) fue una exploradora española. 

## Biografía
Isabel de Urquiola nació en Vitoria. Fue hija del panadero Domingo de Urquiola y de Sebastiana de Urlata. Fue una adolescente emprendedora, que trabajaba en la panadería de sus padres. En ocasiones acompañaba a su hermano Enrique a las reuniones de La Joven Exploradora, una asociación viajera fundada a finales de 1868 por Manuel Iradier. Allí conoció a Manuel mientras le escuchaba hablar de remotos y exóticos países.
El 16 de noviembre de 1874 Manuel e Isabel se casaron en Vitoria en la Iglesia de San Pedro, después de que Manuel hubiera tomado la decisión de emprender un viaje de exploración a Guinea siguiendo el consejo del célebre explorador y periodista Henry Morton Stanley. La hermana pequeña de Isabel, llamada Juliana, también se empeñó en acompañarles. Ninguna de las jóvenes había salido más allá de los límites de Álava. Manuel e Isabel tenían apenas veintiún años y Juliana dieciocho años.

### Viaje por África
Un mes después de la boda, el grupo abandona Vitoria rumbo a Cádiz para embarcar en el vapor África. La primera etapa de viaje por África fue las Islas Canarias donde permanecieron unos meses adaptándose al clima africano y probando los instrumentos que llevaban para sus investigaciones científicas Manuel, Isabel y Juliana embarcaron el 25 de abril de 1875 en el vapor británico Loanda hacia la bahía de Corisco. Su intención era buscar un camino accesible hasta el interior de África desde las posesiones españolas en el golfo de Guinea.
El hecho de que los tres realizasen la expedición, para los biógrafos y especialistas ya supone una diferencia sustancial en la biografía de Iradier con respecto a otros exploradores de la época. Con alguna excepción como, por ejemplo, la de Samuel White Baker —explorador británico del río Nilo— apenas existían exploradores que aceptasen incluir a sus mujeres en sus aventuras y menos que estas realizasen trabajo de campo como hicieron ellas con algunas anotaciones meteorológicas.
Los barcos de vapor que entonces recorrían esta ruta de la costa africana no estaban acondicionados para llevar pasajeros, tan solo cargamento, y hacían escala en más de veinte puertos. Las embarcaciones no tenían baño y las tormentas y huracanes que les sorprendían en alta mar inundaban literalmente sus precarias instalaciones. Isabel y Juliana sufrieron lo suyo a bordo del Loanda, en su diminuto camarote de cuatro literas donde las cucarachas y las ratas paseaban a sus anchas y no les permitían conciliar el sueño. Pero durante el día la visión de las frondosas costas de Senegal y Gambia les hacía olvidar todas las incomodidades. A lo lejos divisaban las columnas de humo de las aldeas ocultas tras las palmeras y los encalados edificios e iglesias de las misiones construidos en los más alto de las colinas. Tras 21 días de navegación, el vapor-correo Loanda entró en la bahía de Santa Isabel y los tres jóvenes pisaron al fin Fernando Poo. Los viajeros llegaron el 18 de mayo de 1875 a la isla de Elobey Chico navegando el majestuoso río Camaronesa bordo de vapor Loanda. Este era el lugar que habían elegido como base de operaciones para sus exploraciones en el país del Muni.
Para conseguir su objetivo, Iradier recorrió la red fluvial del río Muni (o río Peligro). Mientras tanto Isabel y Juliana sufrían lo indecible bajo el cambiante y cruel clima –dándose a la tarea de anotar cualquier cambio en la temperatura, el viento, las nubes, etc., por encargo de Manuel, y con la constante angustia de no saber el estado en que se encontraba Iradier; todo esto sumado a la ineludible monotonía de una vida desarrollada en un pedazo de tierra, sin contacto con sus seres queridos, afectó al ánimo de las damas. Por ese tiempo Isabel guardaba celosamente un secreto, estaba embarazada, circunstancia conocida únicamente por su hermana, quien le procuró todos los cuidados que la futura madre necesitaba. Al mismo tiempo Manuel yacía al borde de la muerte, habiendo sido envenenado por los nativos, el explorador sufrió terribles fiebres que le impedían seguir su camino. Una vez recuperado lo suficiente para caminar, regresó con su familia.
El 18 de enero de 1876 nació la pequeña Isabela en Elobey. La familia se trasladó a Santa Isabel para procurar el bienestar de las mujeres; no obstante este hecho fue contraproducente ya que el clima en este sitio era mucho peor que en Elobey por lo que todos cayeron víctimas de violentas fiebres.

### Regreso a España
Isabel de Urquiola a su regreso a España en 1886 no se recuperaría jamás de su viaje por tierras africanas donde perdió a su hija Isabela. Su salud quedó muy debilitada y el resto de su vida pasó largas temporadas enferma y refugiada en sus tristes recuerdos. Iradier, que en 1876 aceptó el cargo de maestro en la escuela de Santa Isabel donde enseñaba español, lectura y aritmética a los nativos de Fernando Poo, animó a su esposa a trabajar con las niñas en el mismo centro. Isabel durante unos meses ejerció como maestra interina enseñando a leer y a escribir a las niñas guineanas y olvidando por un tiempo su profundo dolor. Para evitar más desgracias familiares, Manuel decidió mandar a su esposa, que se encontraba de nuevo embarazada, y a su cuñada a las islas Canarias donde se reuniría con ellas finalizada su expedición. En 1877 Iradier partió hacia Tenerife para encontrarse con su esposa, que por entonces ya había dado a luz a su hija Amalia en la ciudad de Santa Cruz.
La familia Iradier, tras un merecido descanso en tierras canarias, embarcaron a bordo del vapor América rumbo a Cádiz. Para su decepción nadie les esperaba en el puerto andaluz, ni siquiera la prensa se hizo eco de su paso por la ciudad. Iradier, que tenía entonces veintitrés años, regresaba psíquicamente hundido, arruinado y con una familia que alimentar. Su primer viaje a África había durado ochocientos días en los que afirmaba haber recorrido cerca de 1870 kilómetros. Los tres jóvenes regresaron finalmente a su ciudad natal en diciembre de 1877 en el más completo anonimato, nadie acudió a recibirles y las autoridades no dieron la mayor importancia a su aventura africana. La familia Urquiola recibió al viajero con gran frialdad negándole incluso un dinero que le debían. Los Iradier tuvieron que alojarse en un pequeño cuarto en la casa de su suegro al que no podían ni pagarle el alquiler.
A Isabel, todos aquellos reconocimientos le llegaban demasiado tarde. Su experiencia africana la había marcado negativamente de por vida, se volvió arisca y se mostraba distante con Iradier, al que consideraba un fracasado. Las penurias económicas la obligaban a vivir con su hija en un cuartucho y a depender de su padre Domingo de Urquiola. Hacía dos años que habían regresado de África y las cosas no mejoraban. 
Manuel regresa a su querida África en 1884 apoyado por la Sociedad Española de Africanistas y Colonialistas con la idea de adquirir en el golfo de Guinea territorios para la Sociedad y seguir con sus exploraciones de índole científica. Isabel envejecida prematuramente, obligada a guardar cama con frecuencia a causa de graves pulmonías y ataques de fiebres, apenas tenía relación con su esposo. Los que la frecuentaban decían que Isabel, que entonces contaba sólo treinta y seis años, vivía obsesionada con el pasado y al cuidado de su única hija, Amalia, que también gozaba de mala salud.
Viven de forma errante viajando por todo el país y el 12 de septiembre de 1888, nace en Vitoria su último hijo, llamado Manuel. Al igual que su hermana Amalia, el pequeño tenía una salud delicada y padeció en su infancia bastantes enfermedades. Pero una nueva desgracia les iba a distanciar aún más. El 21 de abril de 1899, su hija Amalia falleció al arrojarse desde el balcón de un segundo piso de la casa familiar el día anterior a su boda. Tenía veintiún años y al parecer fue un suicidio provocado por las insufribles fiebres que padecía. El matrimonio Iradier se trasladó entonces a otra vivienda para huir de los recuerdos. Isabel, más abatida que nunca, se aisló en su propio mundo y apenas salía de casa. En 1911 la salud de Iradier empeoró notablemente y, como necesitaba reposo, decidieron partir a la casa de un amigo en la localidad de Valsaín. Allí falleció en el mes de agosto y aunque le hubiera gustado ser enterrado en África junto a su hija Isabela, sus restos recibieron sepultura en el cementerio de La Granja (Segovia). Isabel murió pocas semanas después a la edad de cincuenta y siete años, olvidada por todos.